# Henri Carton de Wiart
Henri (vagy Henry) Victor Marie Ghislain Carton de Wiart gróf (1869. január 31. – 1951. május 6.) belga politikus és államférfi, Belgium miniszterelnöke 1920–1921 között.

## Élete
1869-ben Brüsszelben született és jogot tanult, szülővárosában kezdett ügyvédi pályát. 1896-ban választották meg Brüsszel képviseletében, a Belga Katolikus Párt tagjaként a belga képviselőházba. Képviselői helyét egészen haláláig, 1951-ig megőrizte.
Első miniszteri tisztségét 1911-ben kapta, Charles de Broqueville katolikus kormányában volt igazságügyminiszter, egészen 1918-ig. 1928 és 1935 között Belgium nagykövete a Népszövetségben. 1932 és 1934 között munkaügyi és szociális ügyekért felelős miniszter volt Charles de Broqueville második kormányában. A második világháború alatt a német támadás elől menekülve Carton de Wiart a belga kormánnyal együtt Londonba emigrált. 1950-ben rövid időre ismét igazságügyminiszter volt.
1920-ban az első világháborús újjáépítés periódusában kapott megbízást, hogy nemzeti egységkormányt alakítson katolikus, liberális és szocialista politikusok részvételével. Miniszterelnöksége alatt fogadták el Belgium második alkotmányát, amely kétnyelvűvé tette az országot, a francia mellett elfogadta a flamandot is, mint az ország hivatalos nyelvét.
Politikai tevékenysége mellett folytatta ügyvédi pályáját is és számos romantikus regényt, illetve útikönyvet írt. A híres brit tábornok, Sir Adrian Carton de Wiart unokatestvére volt.

## A Carton de Wiart-kormány tagjai
| Miniszteri tiszt                          | Név                   | Párt        |
| ----------------------------------------- | --------------------- | ----------- |
| Miniszterelnök és belügyminiszter         | Henri Carton de Wiart | Katolikus   |
| Külügyminiszter                           | Henri Jaspar          | Katolikus   |
| Művészeti és tudományos miniszter         | Jules Destrée         | Szocialista |
| Igazságügyminiszter                       | Emile Vandervelde     | Szocialista |
| Pénzügyminiszter                          | Georges Theunis       | Katolikus   |
| Mezőgazdasági miniszter                   | Albéric Ruzette       | Katolikus   |
| Ipari, munkaügyi és újjáépítési miniszter | Joseph Wauters        | Szocialista |
| Közmunkaügyi miniszter                    | Edward Anseele        | Szocialista |
| Vasút, posta és távközlési miniszter      | Xavier Neujean        | Liberális   |
| Honvédelmi miniszter                      | Albert Devèze         | Liberális   |
| Gyarmatügyi miniszter                     | Louis Franck          | Liberális   |
| Gazdasági miniszter                       | Aloys van de Vijvere  | Katolikus   |

### Változások
- 1921. október 24.
  - Jules Destrée (szocialista) lemondott a művészeti és tudományos miniszteri posztróúl, helyét ideiglenesen Xavier Neujean (liberális) vette át.
  - Emile Vandervelde (szocialista) lemondott az igazságügyminiszteri posztról, helyét ideiglenesen Aloys van de Vijvere vette át.
  - Joseph Wauters lemondott az ipari, munkaügyi és újjáépítési miniszteri posztról, helyét Ernest Mahaim vette át.
  - Edward Anseele lemondott a közmunkaügyi miniszteri posztról, helyét Albéric Ruzette vette át.

## Fordítás
- Ez a szócikk részben vagy egészben  a   Henri Carton de Wiart című holland Wikipédia-szócikk fordításán alapul.  Az eredeti cikk szerkesztőit annak laptörténete sorolja fel. Ez a jelzés csupán a megfogalmazás eredetét és a szerzői jogokat jelzi, nem szolgál a cikkben szereplő információk forrásmegjelöléseként.